# Marques des présidents de la République française

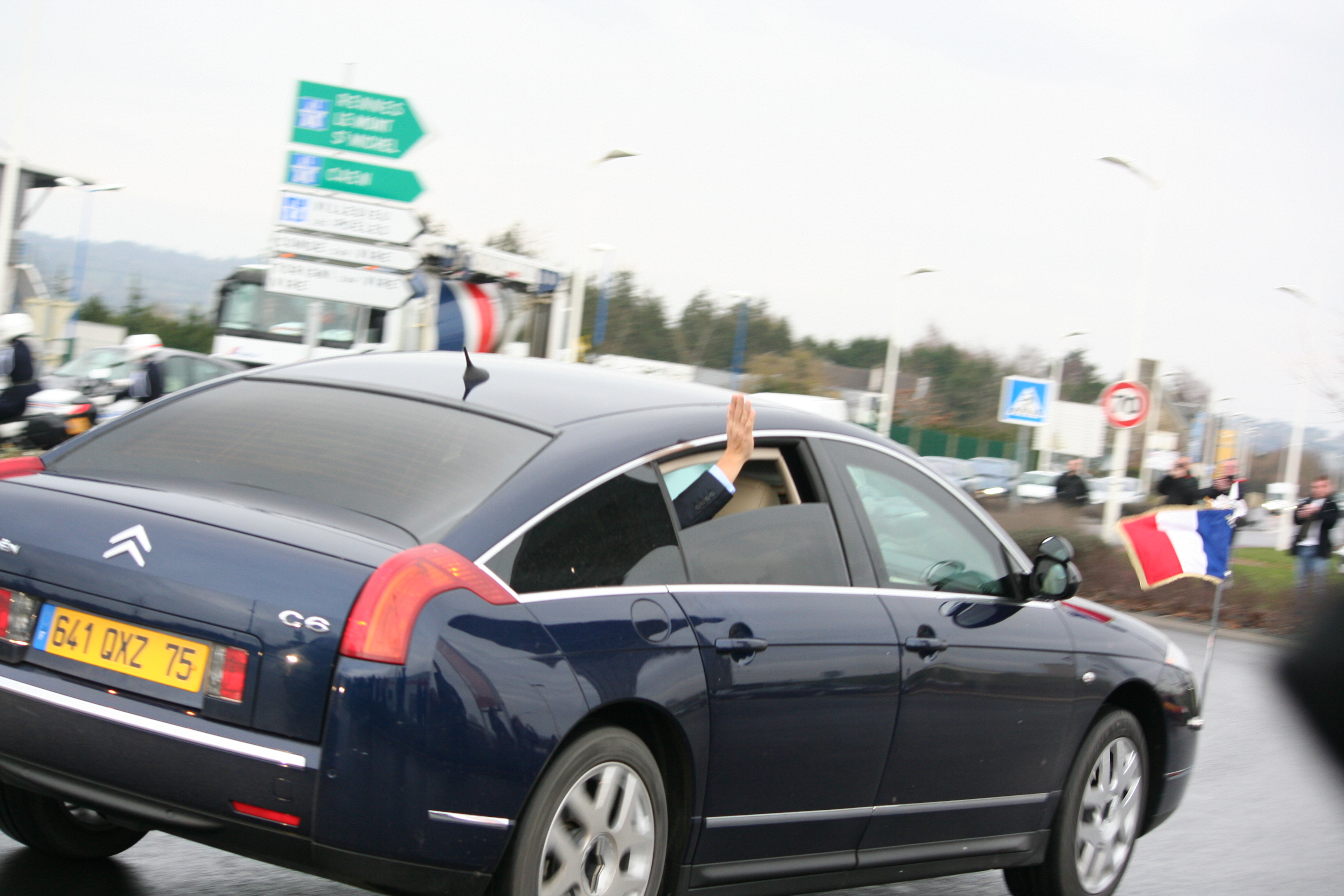
La Citroën C6 présidentielle de Nicolas Sarkozy, ornée du fanion présidentiel.

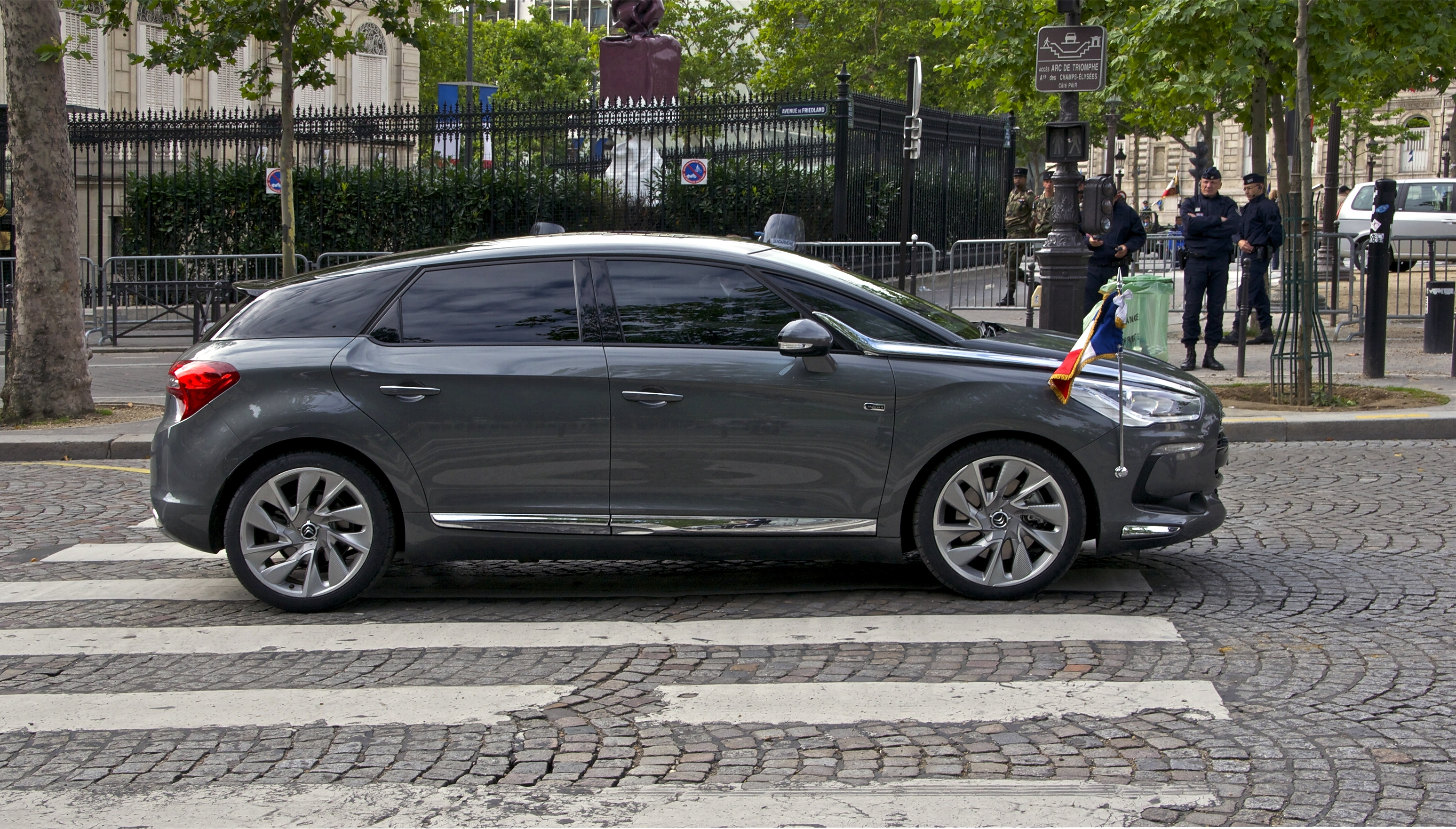
La Citroën DS5 hybride présidentielle de François Hollande, ornée du fanion présidentiel à cravate blanche, Paris, 14 juillet 2012

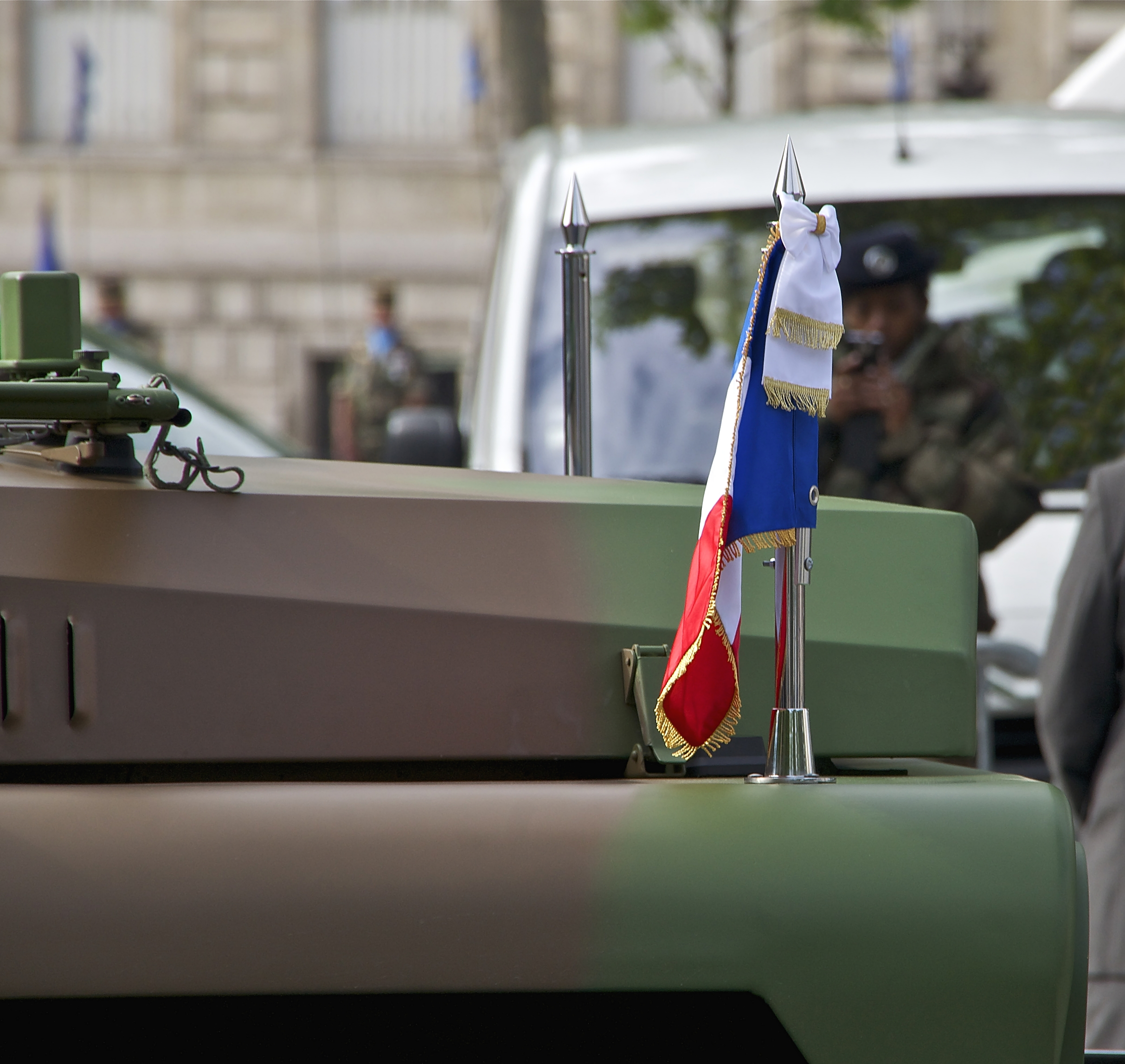
Fanion présidentiel avec la cravate blanche, command car, 14 juillet 2012

Les marques des présidents de la République sont les pavillons en mer et les fanions de voiture des présidents de la République française.

## Historique
Le pavillon particulier apparaît pour la première fois avec le décret du 20 mai 1885 qui précise : « Le bâtiment monté par le président de la République arbore au grand mât le pavillon carré aux couleurs nationales, au centre duquel ses lettres initiales sont brodées en or. Toute autre marque distinctive est alors rentrée. L’embarcation montée par le Président de la République porte le même pavillon à l’avant et le pavillon national à la poupe ».
La plupart des marques des présidents de la République sont ainsi des drapeaux français ornés des initiales du président.
Pendant la Seconde Guerre mondiale, le maréchal Pétain, chef de l'État français, fait frapper le blanc de son pavillon personnel de son bâton de maréchal orné d’une francisque.
Le général de Gaulle choisit de reprendre sur sa marque personnelle la croix de Lorraine, symbole de la France libre. Valéry Giscard d'Estaing choisit lui un faisceau de licteur et François Mitterrand un arbre, mi-chêne mi-olivier.
Depuis Jacques Chirac, les présidents de la République utilisent un drapeau tricolore sans autre signe distinctif que la cravate blanche, destinée à marquer la fonction présidentielle de chef des armées.

## Liste chronologique des emblèmes
|                                                           | Nom du président                     | Pavillon à la mer                                   | Fanion de voiture                     |
| --------------------------------------------------------- | ------------------------------------ | --------------------------------------------------- | ------------------------------------- |
| Troisième République (4 septembre 1870 – 10 juillet 1940) |                                      |                                                     |                                       |
|                                                           | Adolphe Thiers (1871-1873)           | Pas de pavillon particulier.                        | -                                     |
|                                                           | Patrice de Mac Mahon (1873-1879)     | Pas de pavillon particulier.                        | -                                     |
|                                                           | Jules Grévy (1879-1887)              | puis marques avec les lettres « JG » brodées en or. | -                                     |
|                                                           | Sadi Carnot (1887-1894)              |                                                     | -                                     |
|                                                           | Jean Casimir-Perier (1894-1895)      |                                                     | -                                     |
|                                                           | Félix Faure (1895-1899)              |                                                     | Sans.                                 |
|                                                           | Émile Loubet (1899-1906)             |                                                     | Sans.                                 |
|                                                           | Armand Fallières (1906-1913)         |                                                     | Sans.                                 |
|                                                           | Raymond Poincaré (1913-1920)         |                                                     | Lettres initiales « RP » entrelacées. |
|                                                           | Paul Deschanel (1920-1920)           |                                                     | Sans.                                 |
|                                                           | Alexandre Millerand (1920-1924)      |                                                     | Sans.                                 |
|                                                           | Gaston Doumergue (1924-1931)         |                                                     | Sans.                                 |
|                                                           | Paul Doumer (1931-1932)              |                                                     | Sans.                                 |
|                                                           | Albert Lebrun (1932-1940)            |                                                     | Lettres initiales « AL » entrelacées. |
| Quatrième République (27 octobre 1946 – 4 octobre 1958)   |                                      |                                                     |                                       |
|                                                           | Vincent Auriol (1947-1954)           |                                                     |                                       |
|                                                           | René Coty (1954-1959)                |                                                     | Fanion inconnu.                       |
| Cinquième République (depuis le 4 octobre 1958)           |                                      |                                                     |                                       |
|                                                           | Charles de Gaulle (1959-1969)        |                                                     |                                       |
|                                                           | Georges Pompidou (1969-1974)         |                                                     |                                       |
|                                                           | Valéry Giscard d'Estaing (1974-1981) | 1974 : 1975 :                                       | 1974 : 1975 :                         |
|                                                           | François Mitterrand (1981-1995)      | 1981 : 1982 :                                       | 1981 : 1982 :                         |
|                                                           | Jacques Chirac (1995-2007)           |                                                     |                                       |
|                                                           | Nicolas Sarkozy (2007-2012)          |                                                     |                                       |
|                                                           | François Hollande (2012-2017)        |                                                     |                                       |
|                                                           | Emmanuel Macron (depuis 2017)        |                                                     |                                       |